# 沙拉 (女神)
沙拉（Shala）是古苏美尔神话中的谷物和慈悲女神。谷物和慈悲结合的象征，反映了苏美尔神话中对农业重要性的认识，古苏美人相信丰收是神慈悲的行为。其他的传说认为沙拉是谷物神“大衮”（Dagan）的妻子，或暴风神伊什库尔/阿达德（Ishkur/Adadthe）的配偶。她随身带着一杆饰有狮首弯刀的双头杖。